# Maria Jaume
Maria Elisabet Jaume Martorell, coneguda simplement com a Maria Jaume   (Lloret de Vistalegre, 1999), és una cantant, guitarrista i compositora mallorquina de pop i folk acústic. L'any 2019 va guanyar el concurs Sona9, fet que li va permetre gravar el seu primer disc. Titulat Fins a maig no revisc, aquest treball va ser produït per Pau Vallvé i publicat el 2020 sota el segell discogràfic Bankrobber.
Ha declarat que des de l'adolescència va tenir la inquietud d'escriure. Musicalment, es va veure influïda pel seu entorn familiar, que va fer que agafés la guitarra i comencés a musicar les seves pròpies lletres. Entre les seves influències musicals s'hi compten Nick Drake, Julia Jacklin, Miquel Serra, Angel Olsen i Antònia Font. Va conèixer Pau Vallvé el març de 2019 després d'un concert del músic a Palma, moment en què Vallvé es va interessar per les composicions de Maria. Després d'escoltar dues maquetes de les seves cançons, van acordar que gravarien plegats. Uns mesos més tard, animada per la seva família, Maria va presentar-se al concurs Sona9, que va guanyar. La participació en el concurs li va permetre agafar rodatge, donar-se a conèixer i va facilitar també la gravació del seu primer disc, Fins a maig no revisc., que va ser precedit pel senzill «Autonomia per principiants». El senzill i el disc van tenir una bona rebuda per part de públic i crítica. Va fer una primera gira durant el setembre de 2020, en escenaris com el Mercat de Música Viva de Vic, les Festes de Santa Tecla de Tarragona o les Festes de la Mercè a Barcelona, sota les restriccions sanitàries degudes a la pandèmia per coronavirus de 2020 a Catalunya. També ha tocat a Vespres d'Hivern, Portalblau o el Teatre Principal de Palma. El juny de 2021 va publicar un nou senzill inèdit, Un bon berenar. Actualment viu a Barcelona, ciutat a la qual es va mudar inicialment per estudiar antropologia, grau que va decidir posposar per poder centrar-se en la seva carrera musical i ingressar al Conservatori del Liceu.

## Discografia
- Fins a maig no revisc (Bankrobber, 2020)
- Voltes i voltes (Bankrobber, 2022)[7]
- Nostàlgia Airlines (Bankrobber, 2024)[8]